# Distrikt Karongi
Der Distrikt Karongi ist einer der sieben Distrikte (kinyarwanda: akarere) der Westprovinz in Ruanda.

## Geographie

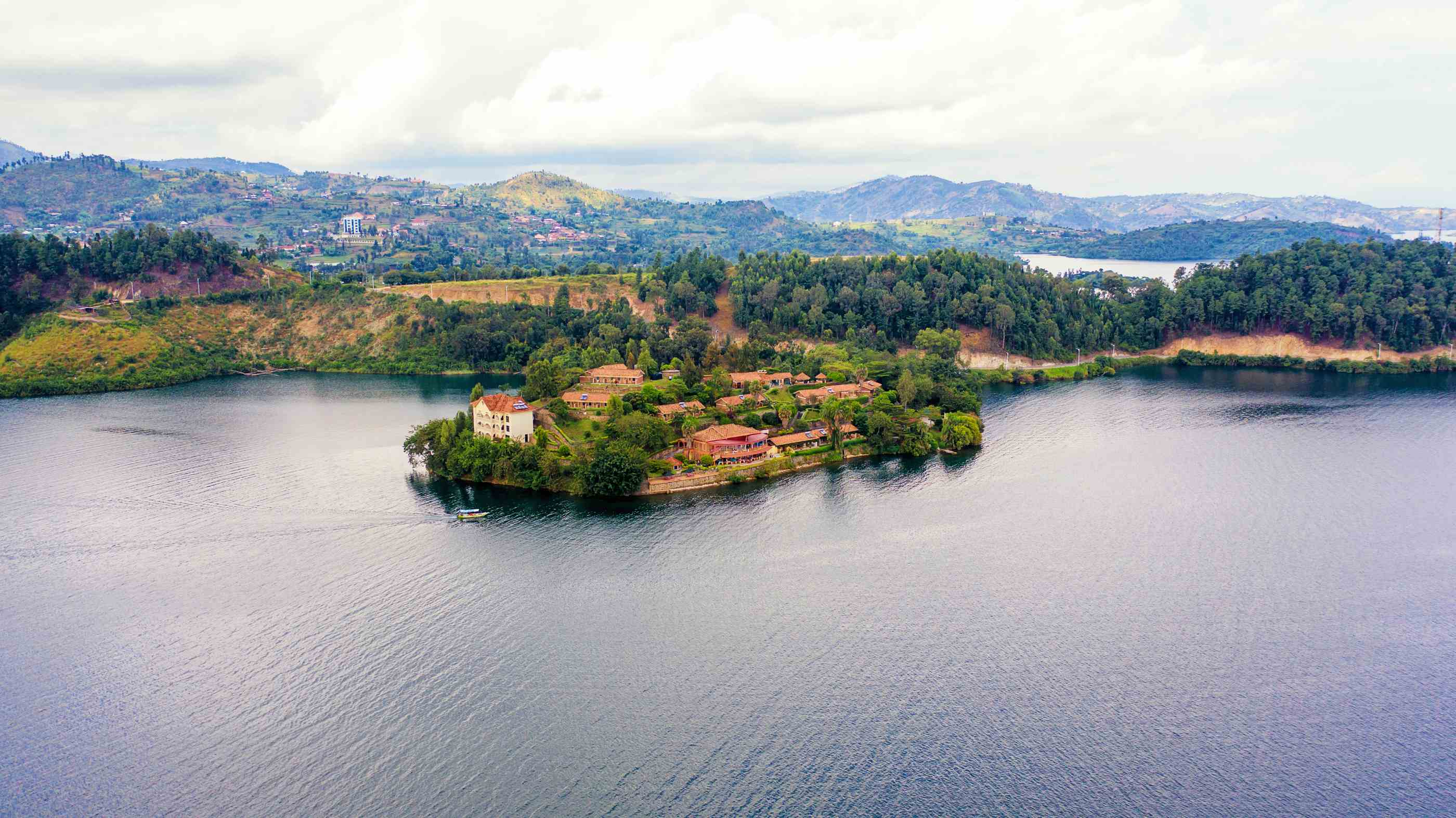
Hotel am Kiwusee

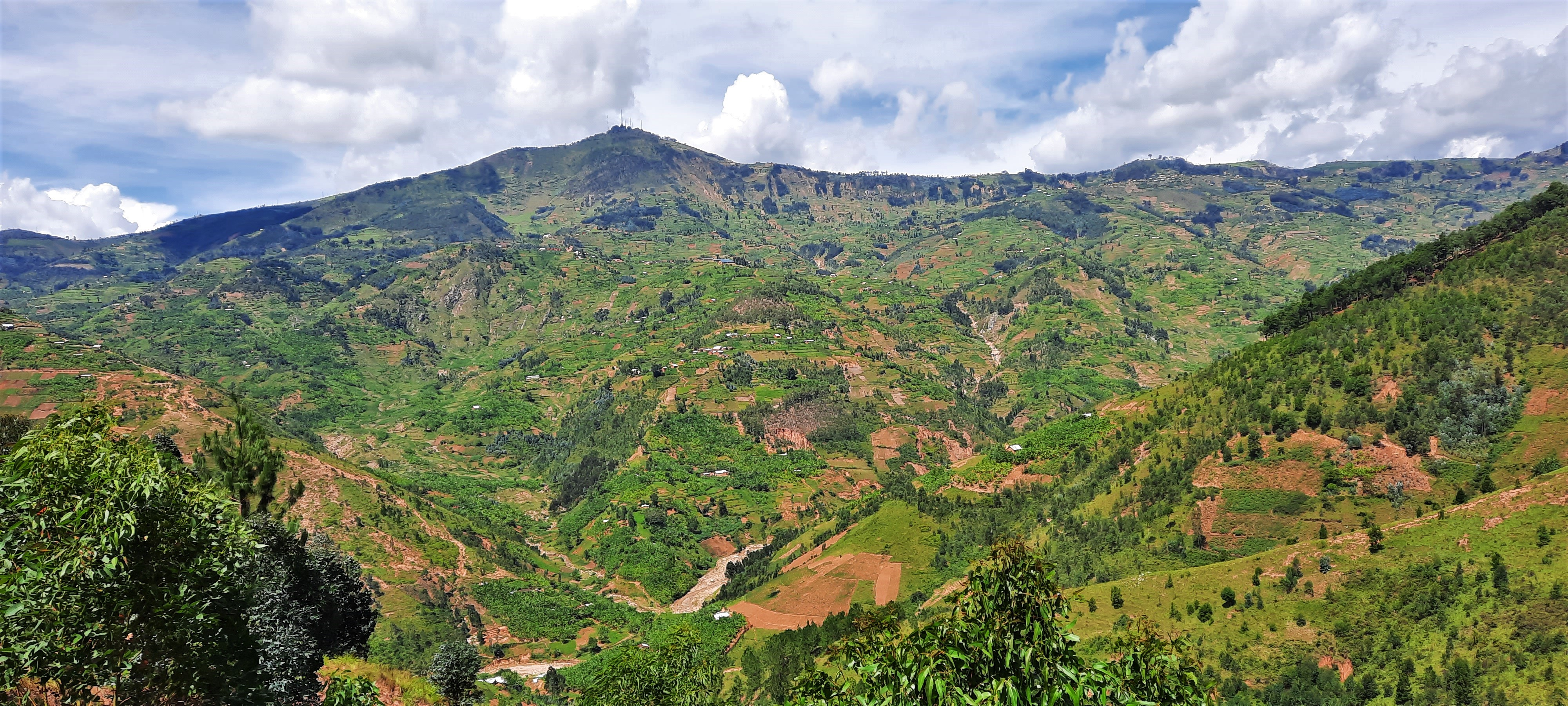
Mugonero-Hügel im Distrikt

Karongi hat eine Fläche von 993 km². Der Distrikt liegt zentral in der Provinz. Im Westen grenzt er an den Kiwusee, durch den zudem die Grenze zur Demokratischen Republik Kongo verläuft. Nachbardistrikte innerhalb der Westprovinz sind im Norden Rutsiro, im Nordosten Ngororero und im Südwesten Nyamasheke.
Der Distrikt Rubavu unterteilt sich in 13 Sektoren (imirenge) und 88 Verwaltungsuntereinheiten (utugali). Die Sektoren sind Bwishyura, Gishyita, Gishari, Gitesi, Mubuga, Murambi, Murundi, Mutuntu, Rubengera, Rugabano, Ruganda, Rwankuba und Twumba. Zudem weist der Distrikt 537 Dörfer auf. Das Bezirksamt befindet sich im Sektor Rubengera. Im Nordwesten liegt die Stadt Kibuye.

## Bevölkerung

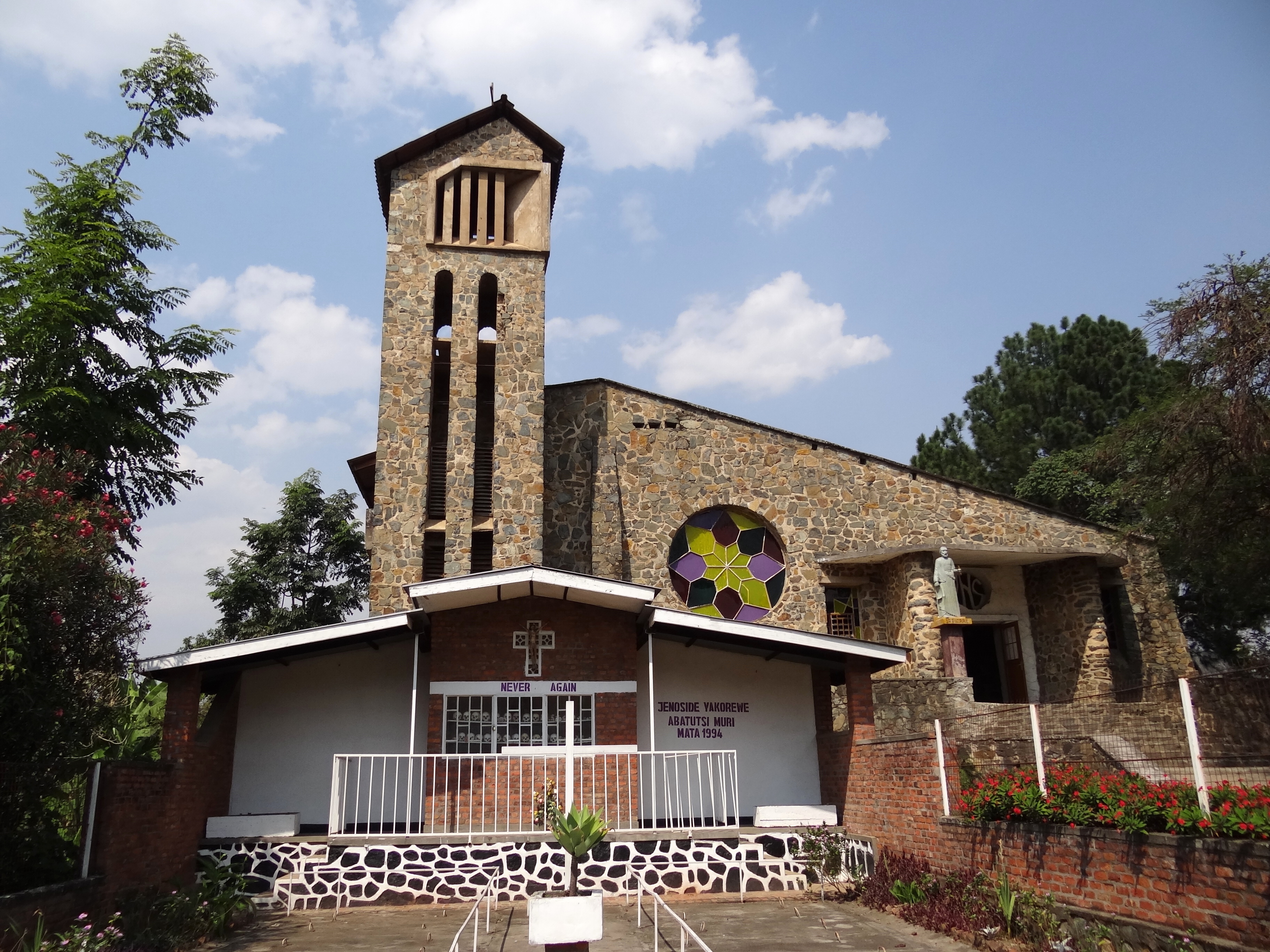
Kirche in Kibuye

Die Einwohnerzahl betrug 2022 insgesamt 373.869. Der Bevölkerungstrend ist zunehmend.
|          |           | Fläche [km²] | 2002    | 2012    | 2022    |
| -------- | --------- | ------------ | ------- | ------- | ------- |
| Distrikt | Karongi   | 992,7        | 278.944 | 331.808 | 373.869 |
| Sektor   | Bwishyura | 46,21        |         | 31.960  | 40.720  |
| Sektor   | Gishari   | 54,37        |         | 19.904  | 21.263  |
| Sektor   | Gishyita  | 44,16        |         | 20.330  | 23.687  |
| Sektor   | Gitesi    | 75,49        |         | 24.859  | 29.312  |
| Sektor   | Mubuga    | 37,02        |         | 18.485  | 23.455  |
| Sektor   | Murambi   | 50,62        |         | 21.530  | 22.374  |
| Sektor   | Murundi   | 65,83        |         | 26.042  | 27.236  |
| Sektor   | Mutuntu   | 64,16        |         | 23.084  | 25.652  |
| Sektor   | Rubengera | 47,34        |         | 33.019  | 40.337  |
| Sektor   | Rugabano  | 75,64        |         | 32.717  | 34.207  |
| Sektor   | Ruganda   | 59,55        |         | 17.508  | 19.132  |
| Sektor   | Rwankuba  | 69,75        |         | 37.802  | 38.286  |
| Sektor   | Twumba    | 98,59        |         | 24.568  | 28.208  |

## Kultur

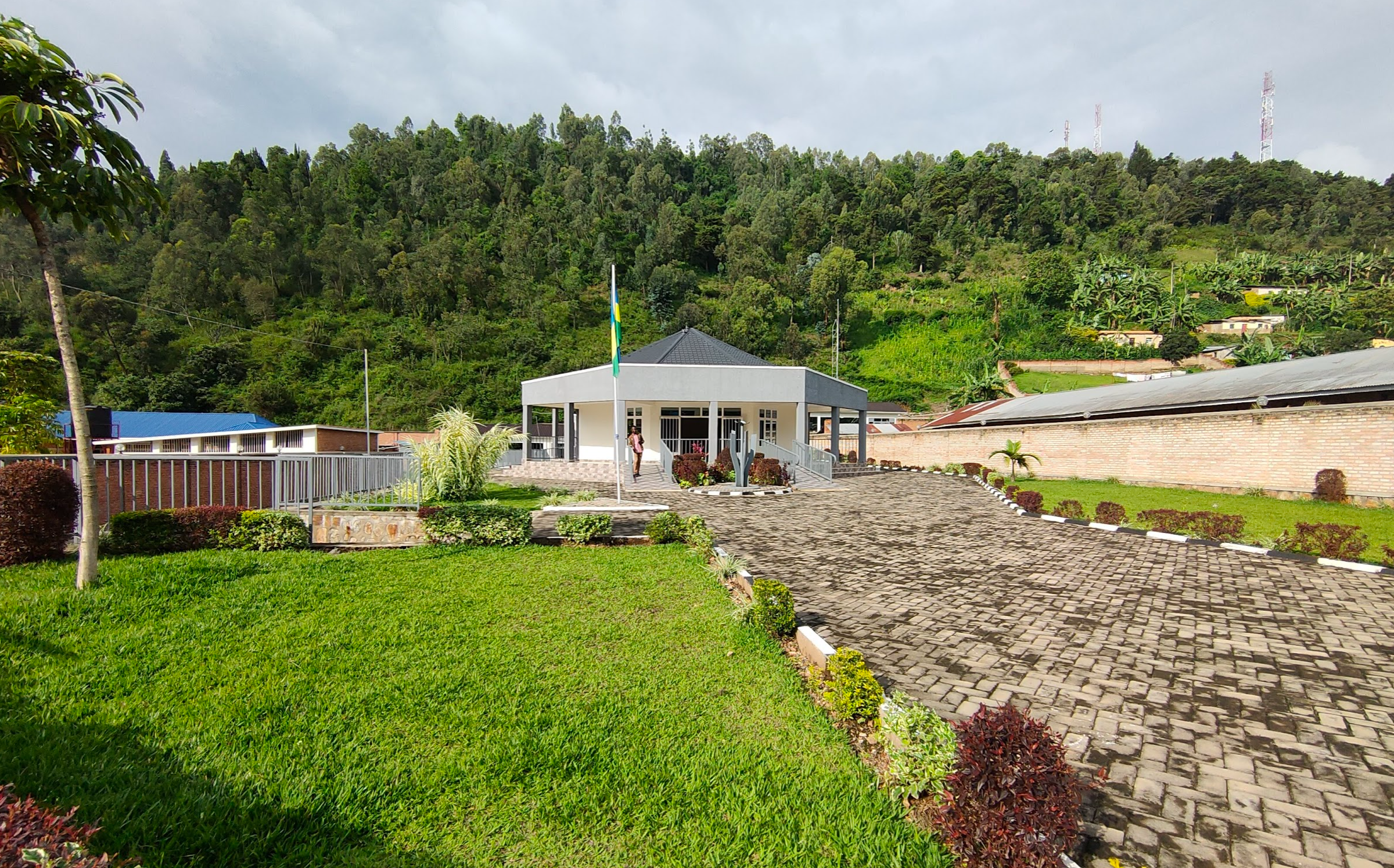
Genozid-Denkmal in Kibuye

In Kibuye befindet sich ein Genozid-Denkmal, das an den Völkermord in Ruanda erinnert. Ein weiteres Denkmal im Sektor Twumba ist das Bisesero Genocide Memorial. Es ist Teil der Gedenkstätten des Völkermordes, die seit 2023 zum UNESCO-Welterbe in Ruanda zählen.

## Wirtschaft
Das Ufer des Kiwusees ist ein Touristenziel, insbesondere um Kubuye.
In Kibuye befindet sich das Gasmotorenkraftwerk KivuWatt, das das im Tiefenwasser des Kiwusees enthaltene Methan zur Stromerzeugung nutzt und um vergleichbare Ausgasungen wie beim Nyos-See in Kamerun zu verhindern.
In den Bergen wird Tee angebaut sowie u. a. Mais, Erbsen, Kartoffeln und Weizen. Am Ufer des Kiwusees werden Kaffee, Mais, Yams, Süßkartoffeln, Bohnen und weiteres Obst und Gemüse angebaut.

## Verkehr
Durch den Distrikt verläuft entlang des Kiwusees in Südwest-Nordost-Richtung die Nationalstraße 11. Von dieser gehen in Ost- bzw. Südostrichtung die Nationalstraßen 15, 7, 14 und 12 ab. Zudem führen mehrere District Roads durch den District. Stand 2022 sind lediglich die Nationalstraßen 11 und 15 asphaltiert.